# Kitschbach
Der Kitschbach ist ein gut neun Kilometer langer, linksseitiger Bach im Flusssystem Rur-Maas im nordrhein-westfälischen Kreis Heinsberg, im Regierungsbezirk Köln.

## Geographie

### Verlauf
Der Kitschbach mit einer Länge von 10,439 Kilometern beginnt in der Ortschaft Waldfeucht-Löcken auf einer Höhe von 54 m ü. NN. Er fließt dann in nordwestliche Richtung entlang der Orte Schöndorf und Obspringen in Richtung Haaren. An der Obspringer Straße nimmt der Kitschbach den Waldfeuchter Bach auf und fließt in nordöstlicher Richtung. Am Driesch in Haaren werden die gereinigten Abwässer der Kläranlage aufgenommen, bevor der weitere Weg an der ehemaligen Kitscher Mühle vorbeiführt. Nach der Aufnahme des Flutgrabens, fließt der Bach durch den nördlichen Teil von Karken in Richtung Wolfhager Mühle. In diesem Bereich wird der Kitschbach landläufig auch Schaafbach genannt. An der Wolfhager Motte fließt der Mühlenbach von rechts in das Gewässer. Nach dem Passieren der Wolfhager Mühle erreicht der Kitschbach (Schaafbach) die deutsch-niederländische Grenze und fließt etwa 600 Meter als Grenzfluss, bevor er die letzten 500 m über niederländisches Gebiet von links in einer Höhe von 29 m ü. NN in die Rur fließt.

### Zuflüsse
- Waldfeuchter Fließ (GKZ 282962) (links), 3,0 km
- Flutgraben (GKZ 282964) (rechts), 4,9 km
- Vlootbeek (linke Abzweigung zur Maas). 18,4 km
- Mühlenbach (GKZ 282966) (Mühlengraben) (rechts),  2,8 km

## Charakter
Der Kitschbach ist ein Bachlauf, der die nordwestlich von Heinsberg gelegenen Flächen um Waldfeucht und Haaren entwässert. Damit ist der Kitschbach ein wichtiges Element der Oberflächenentwässerung bei Hochwasser und Schneeschmelze.

## Galerie

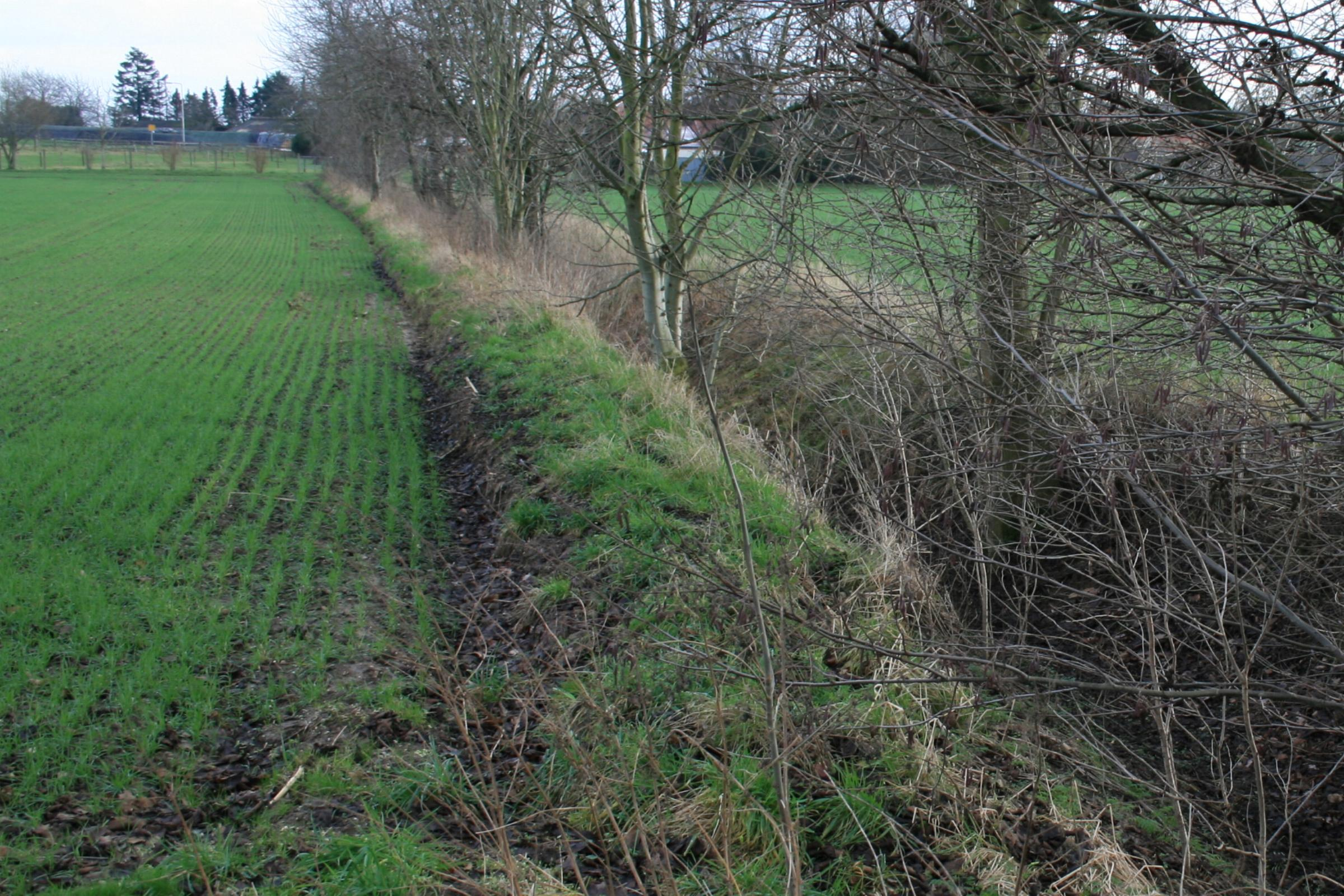
Bachbeginn in Waldfeucht-Löcken
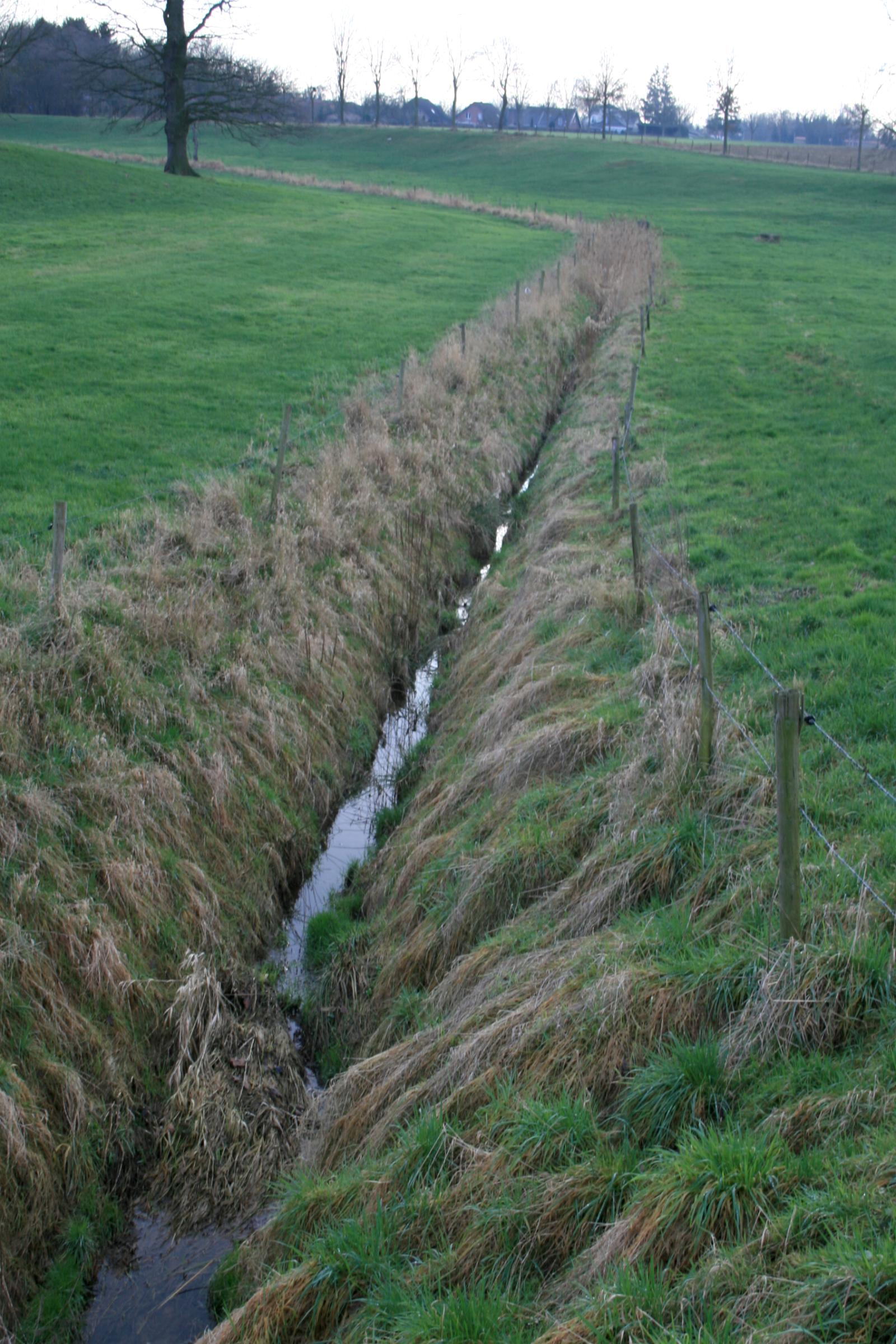
Kitschbach unterhalb von Schöndorf
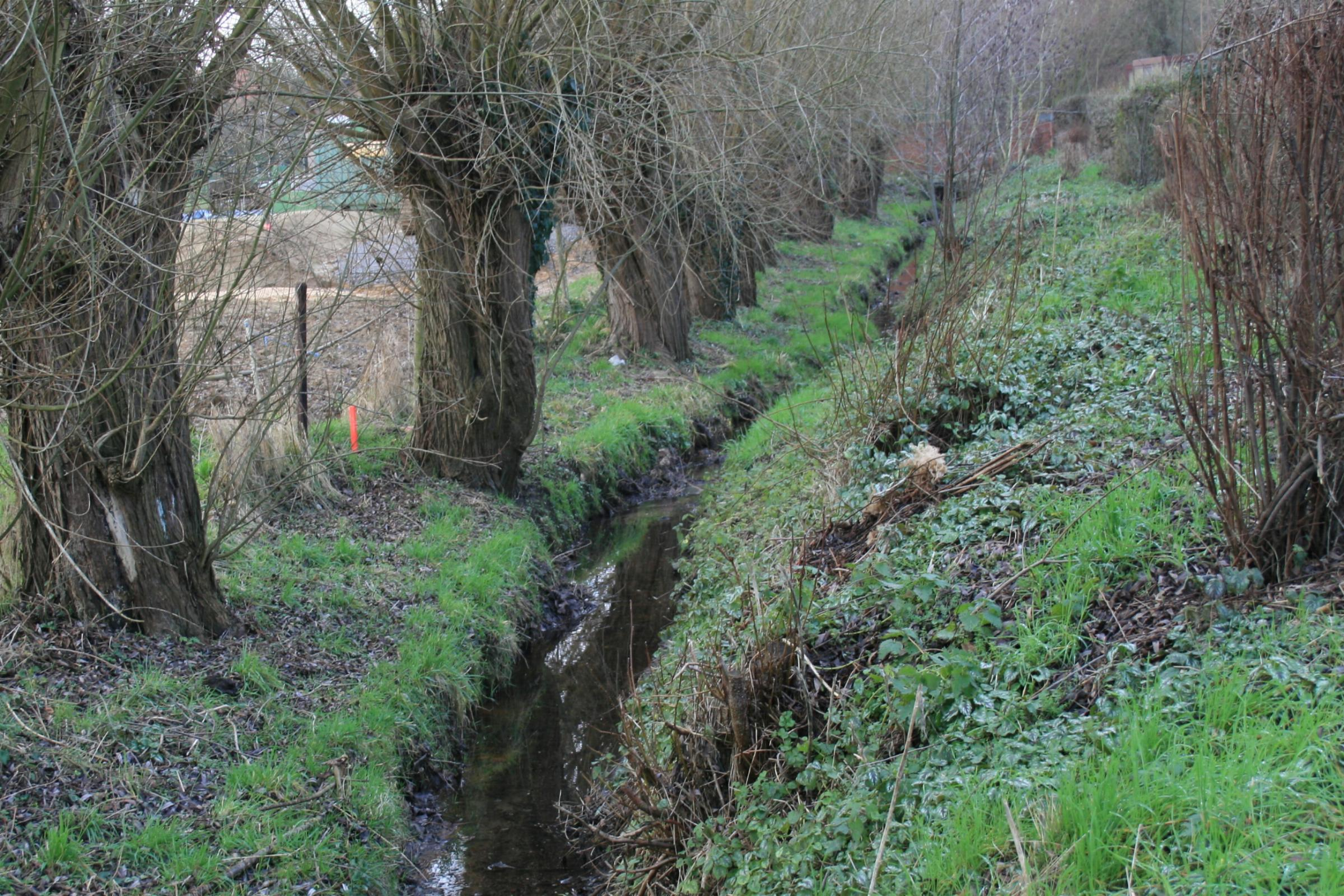
Kopfweiden am Kitscbach
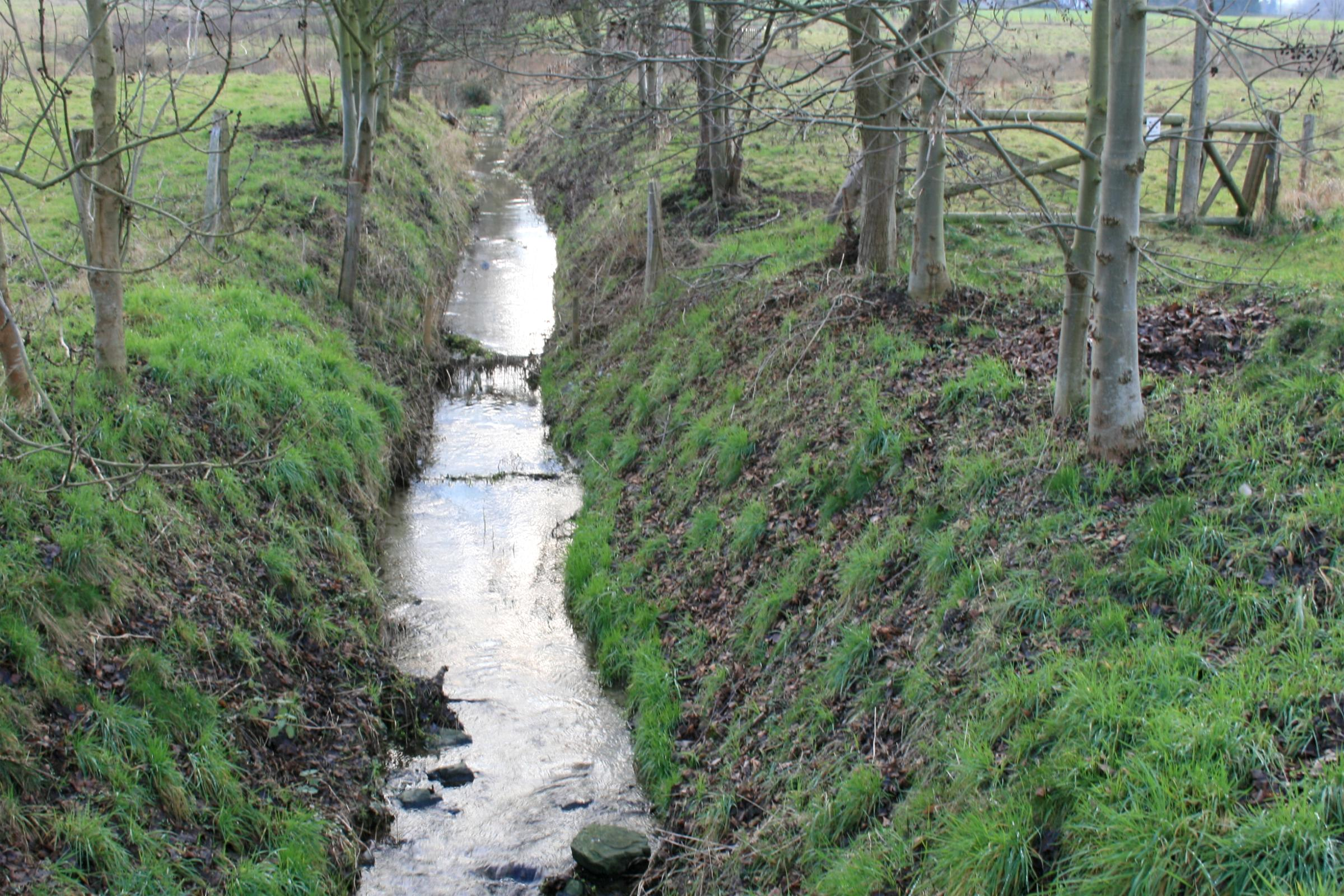
Kitschbach an der Obspringer Straße
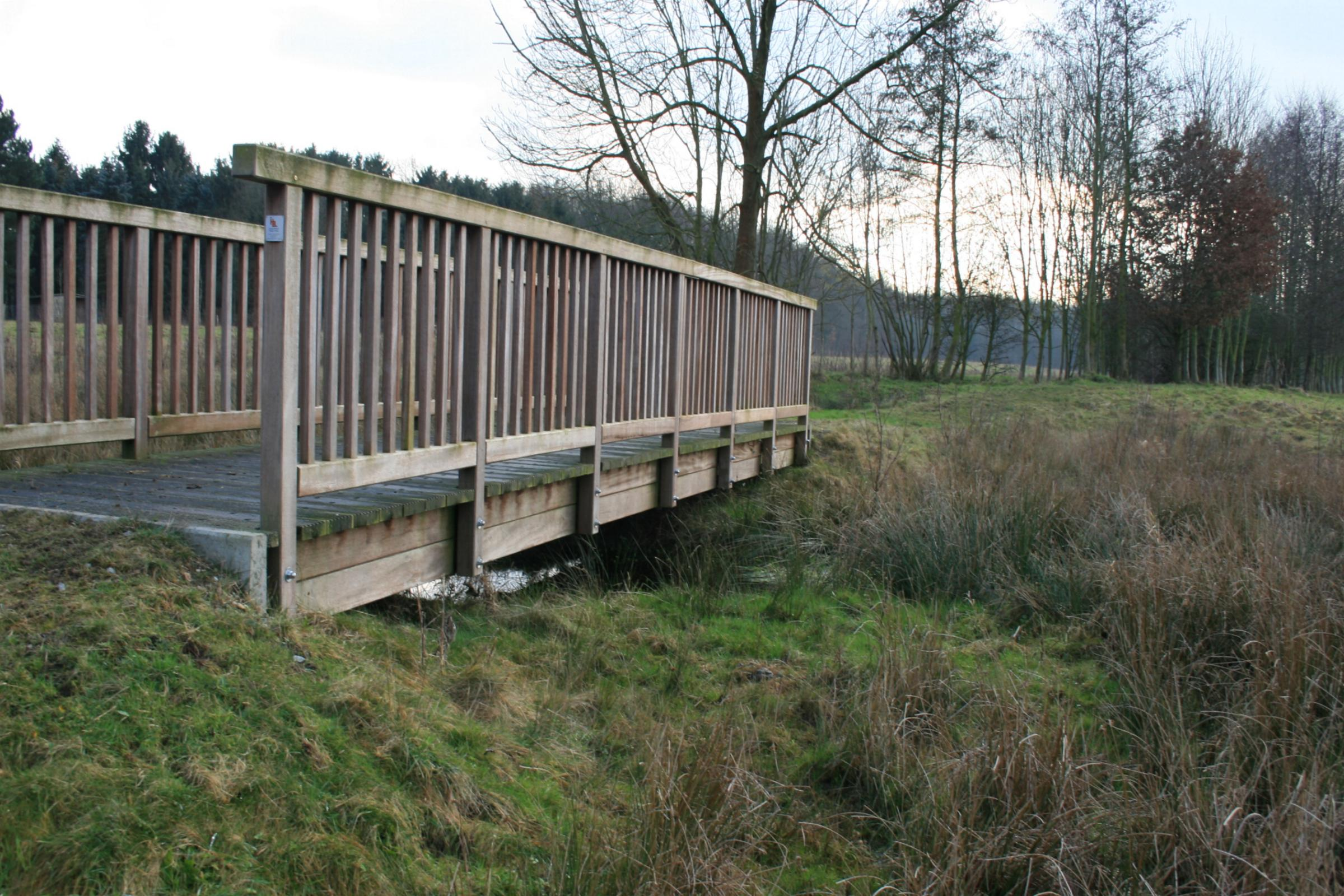
Holzbrücke über den Kitschbach
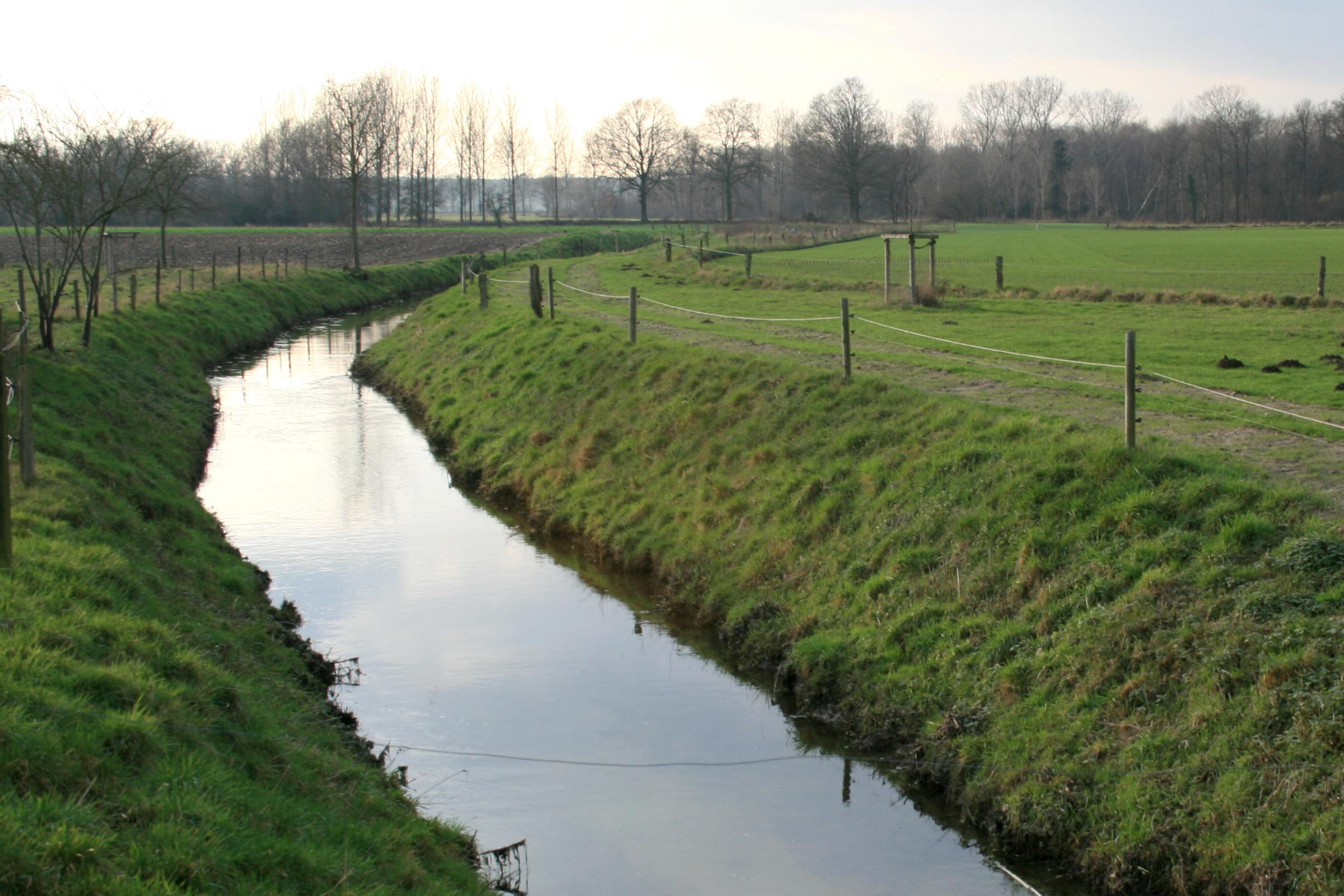
Der Kitschbach zwischen Kitscher Mühle und Karken
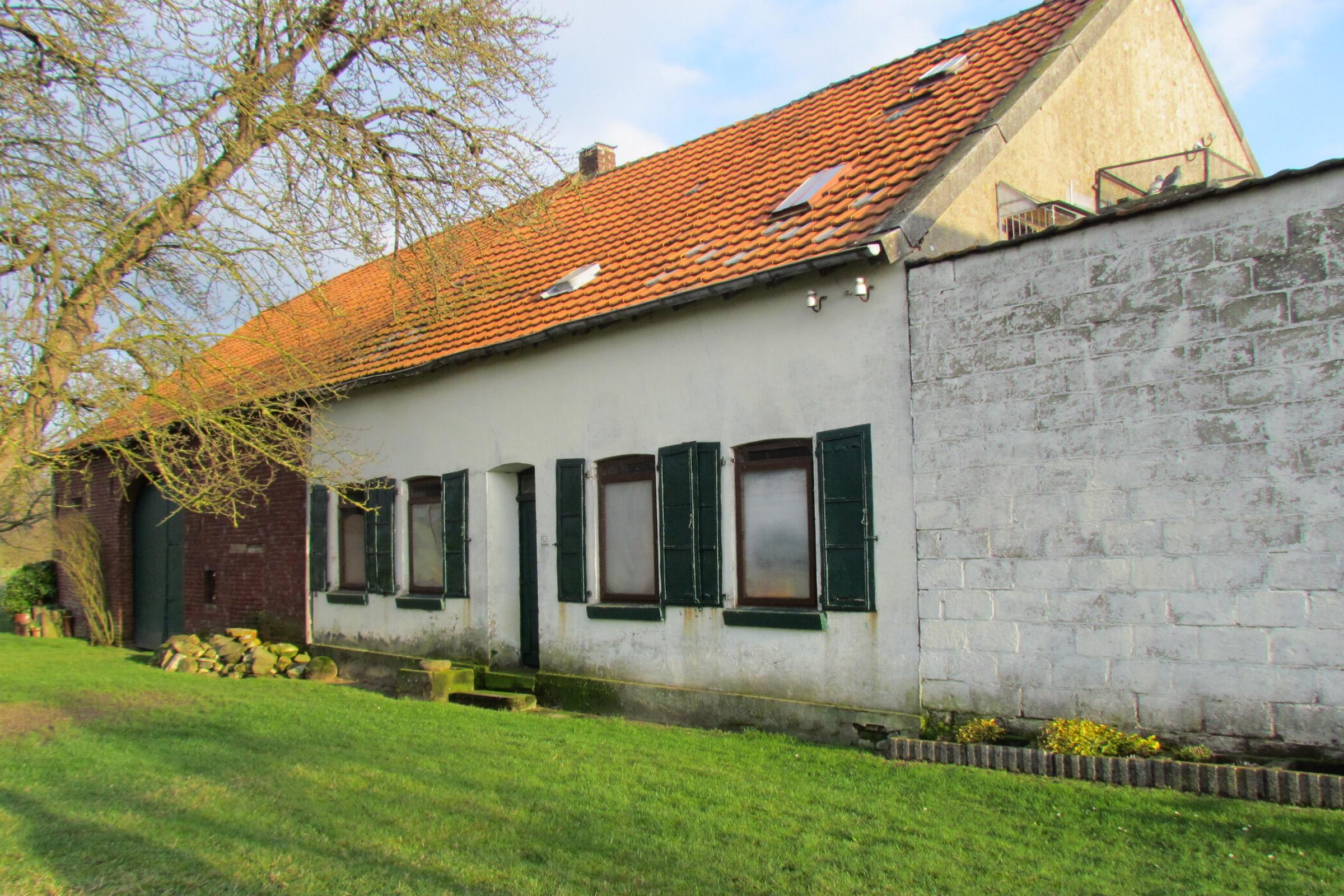
Wohn- und Wirtschaftsgebäude der ehemaligen Kitscher Mühle

## Mühle am Kitschbach
Kitscher Mühle in Waldfeucht-Haaren am Kitscherweg.